# Simulium guianense
Simulium guianense es una especie de insecto del género Simulium, familia Simuliidae, orden Diptera.
Fue descrita científicamente por Wise, 1911.